# Alejandro Fuentes

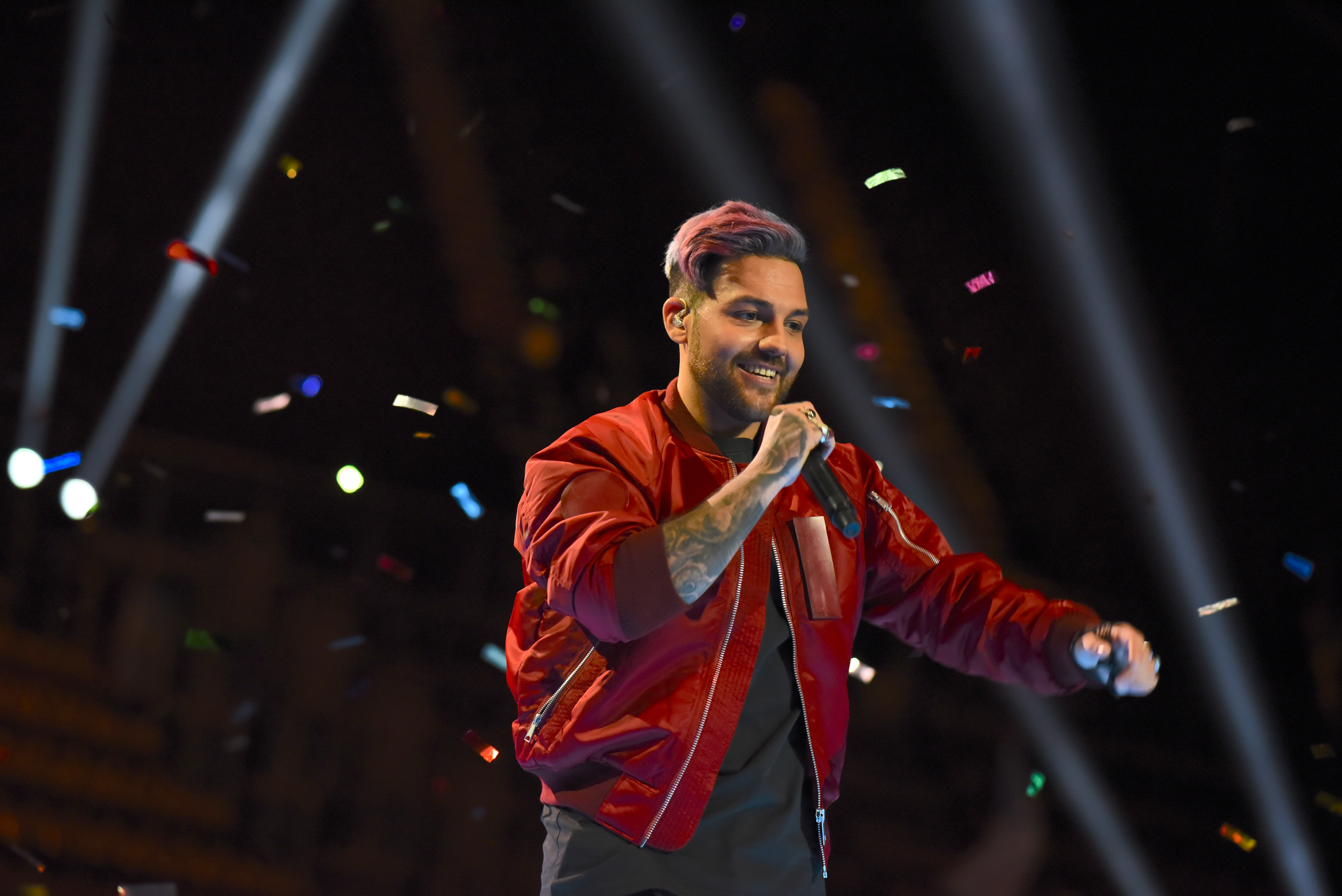
Alejandro Fuentes, 2018

Alejandro Javiero Fuentes (Chili, 5 november 1987) is een Noorse zanger, die in 2005 derde werd bij de Noorse Idols (seizoen 3).
Na het winnen van de Noorse Idols in 2005 bracht hij zijn single Diamonds or Pearls uit, dat goud behaalde. In maart 2006 ging hij samen met drie andere Noorse artiesten, Askil Holm, Espen Lind en Kurt Nilsen (winnaar van de Noorse Idols seizoen 1) op tournee en werden door de media The New Guitar Buddies genoemd. In januari 2007 behaalden ze in Noorwegen een nummer één-hit met een live-uitvoering van Hallelujah. Met zijn 4-en brachten ze twee cd's uit. Hallelujah vol. 1 en Hallelujah vol 2.

## Discografie
Albums
- Idol 2005 (april 2005)
- Diamonds or Pearls (oktober 2005)
- Hallelujah - Live (juni 2006)
- Tomorrow Only Knows (september 2007)

Singles
- Stars #1
- Sail Away #19
- Tomorrow Only Knows #8
- Hell If I #1